# يوتاكا كاناي
يوتاكا كاناي (باليابانية: 金井豊؛ بالكانا: かない ゆたか) هو منافس ألعاب قوى ياباني، ولد في 16 أكتوبر 1959، وتوفي في 23 أغسطس 1990.

## وصلات خارجية
- يوتاكا كاناي على موقع أوليمبيديا (الإنجليزية)